# دره سوسن
دره سوسن (سپیدان)، روستایی از توابع بخش همایجان شهرستان سپیدان در استان فارس ایران است.
چشمه سوسنی، رودخانه و خانه ی سنگی(منزل نوروز احمدی) از جاذبه های دیدنی و تاریخی این روستا میباشد. 

## جمعیت
این روستا در دهستان سرناباد قرار دارد و براساس سرشماری مرکز آمار ایران در سال ۱۳۸۵، جمعیت آن ۴۸ نفر (۱۲خانوار) بوده‌است.